# Vasile Avram
Vasile Avram (n. 17 iunie 1940, satul Lemniu, comuna Letca, județul Sălaj, d. 12 decembrie 2002, Mănăstirea Nicula, județul Cluj) a fost un scriitor și etnolog român.
A urmat cursurile Liceului Clasic din Cluj, iar în perioada 1962–1967 a urmat Facultatea de Filologie de la Universitatea din Timișoara (având ca profesor de folclor pe prof. Ovidiu Bârlea) și Universitatea Babeș-Bolyai din Cluj (frecventând în paralel și cursurile de filozofie ale profesorilor D.D. Roșca, Liviu Rusu și alții).
Activitate publicistică la: Informația Harghitei, Transilvania, Astra, Memoria ethnologica, Porolissum, Tribuna Sibiului, Opinia publică, Dimineața, Continent, Renașterea, Curierul de Transilvania, Casa, Cetatea literară — revista scriitorilor români de pretutindeni, Tribuna etc. Din 1994 până la sfârșitul vieții a fost cadru didactic la Universitatea „Lucian Blaga” din Sibiu. În 1998 a obținut doctoratul în filologie (specializarea etnologie) la Universitatea din București, cu teza Mit și religie în tradiția românească.

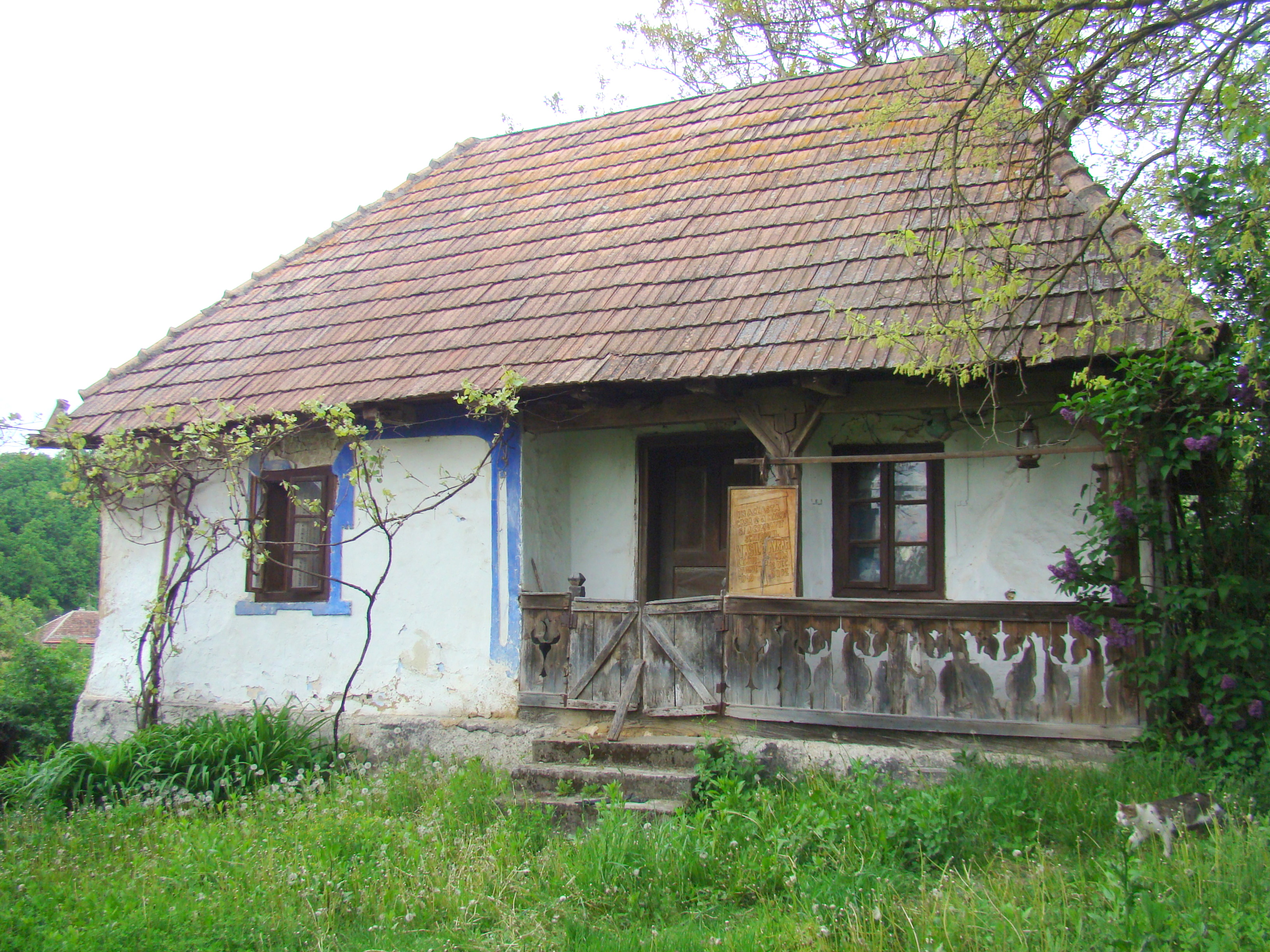
Casa memorială "Vasile Avram" din Lemniu

## In memoriam
- Casa memorială „Vasile Avram” din Lemniu[7][8][1]
- Volumul omagial Vasile Avram, 2006[4]
- Volumul omagial Vasile Avram, omul și opera : din Lemniu la Nicula - un ocol prin lume, 2011[8][9]

## Opera
- Spirala, Ed. Cartea Românească, 1987 (ed. 2: Ed. Ecclesia, Nicula, 2007);
- Zeul din labirint[5], Sibiu, 1992;
- Constelația magicului, Editura Universitatea Creștină, Năsăud, 1994[10];
- Cărțile eptimahice[5], Sibiu, 1996;
- Anima dr. Telea - Timp și destin la Noul Român[5], Sibiu, 1996 (ed. 2, Ed. Ecclesia, 2006);
- Creștinismul cosmic - o paradigmă pierdută?[5], Ed. Sæculum, Sibiu, 1999;
- Interviu transfinit. Mircea Ivănescu răspunde la 286 de întrebări ale lui Vasile Avram, Ed. Ecclesia, 2004;
- Elegiile orhideei, poem transcedental, Nicula, Ed. Ecclesia, 2004;
- Călătorii de sâmbătă, Nicula[5], Ed. Ecclesia, 2004;
- Fiul Apocrif, Nicula[5], Ed. Ecclesia, 2005;
- Chipurile divinității. O hermeneutică a modelelor teofanice în spațiul sud-est european (ortodox)[5], Ed. Ethnologica, Baia Mare, 2006.
- Roata stelelor (Teatru), Editura Ecclesia, Nicula, 2010, ISBN 978-606-8166-01-8[11]

### Traduceri
- Rainer Maria Rilke, Elegiile din Duino, Nicula, Ed. Ecclesia, 2007[5]

## Casa memorială „Vasile Avram" din Lemniu

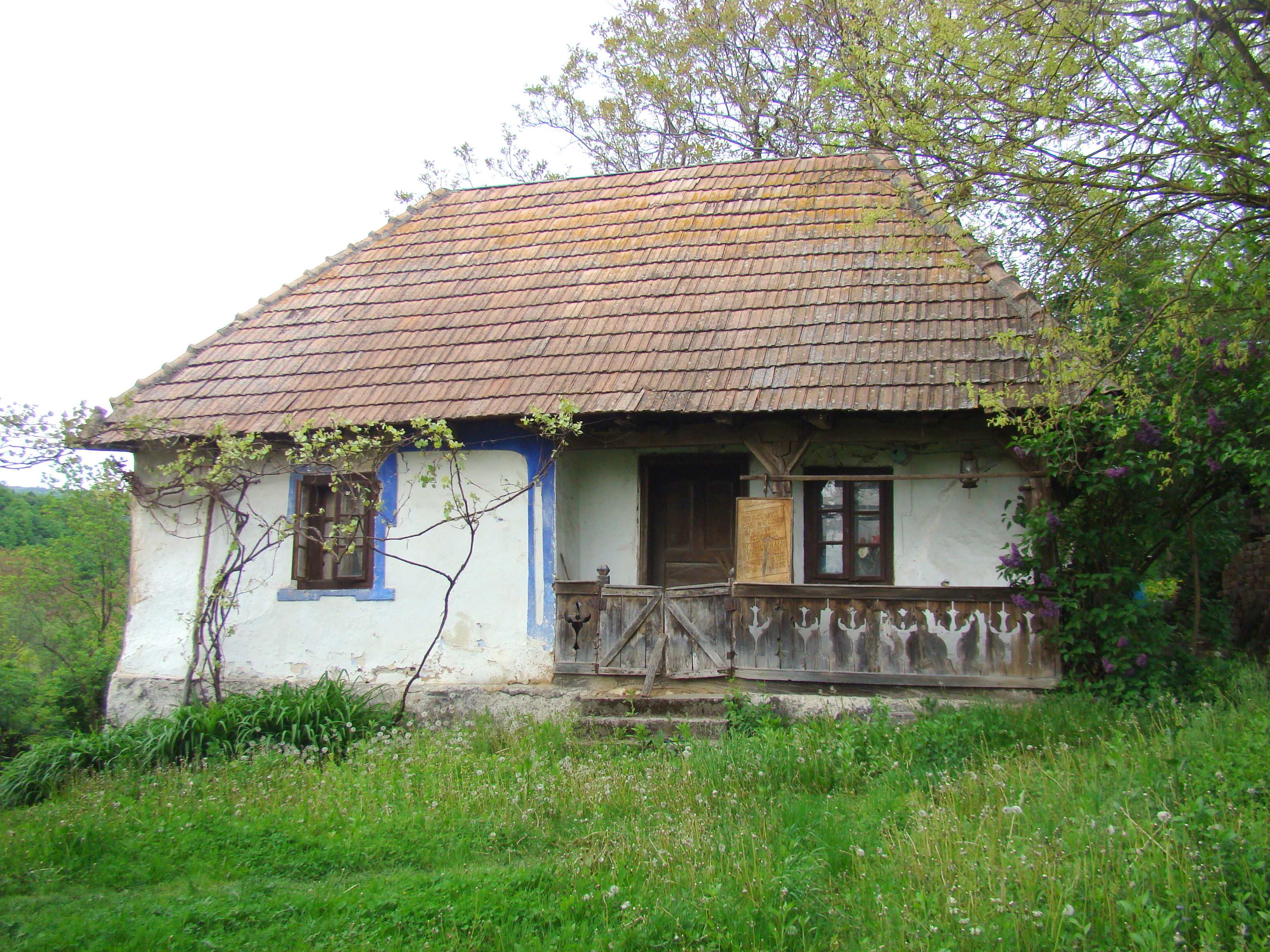
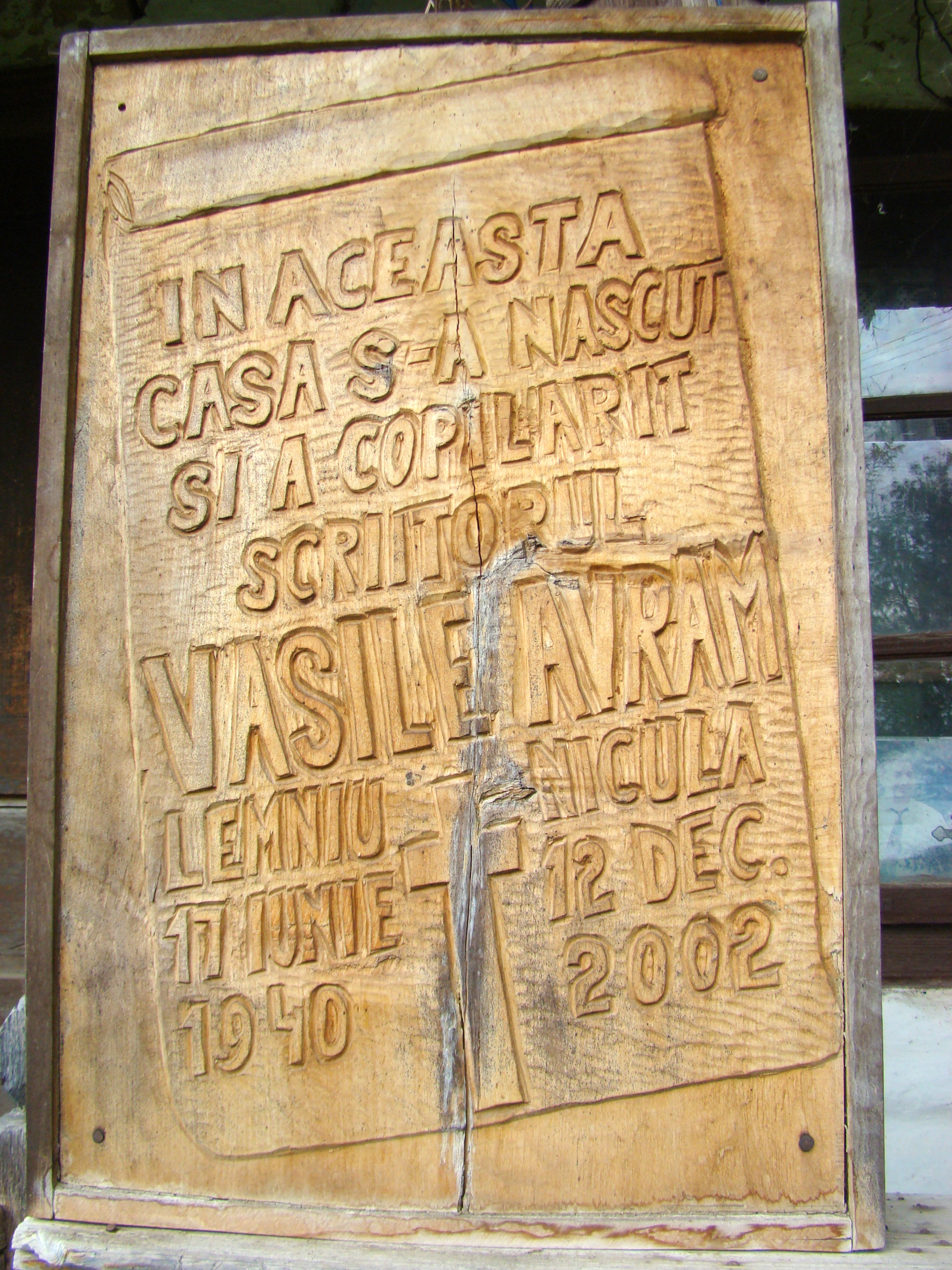
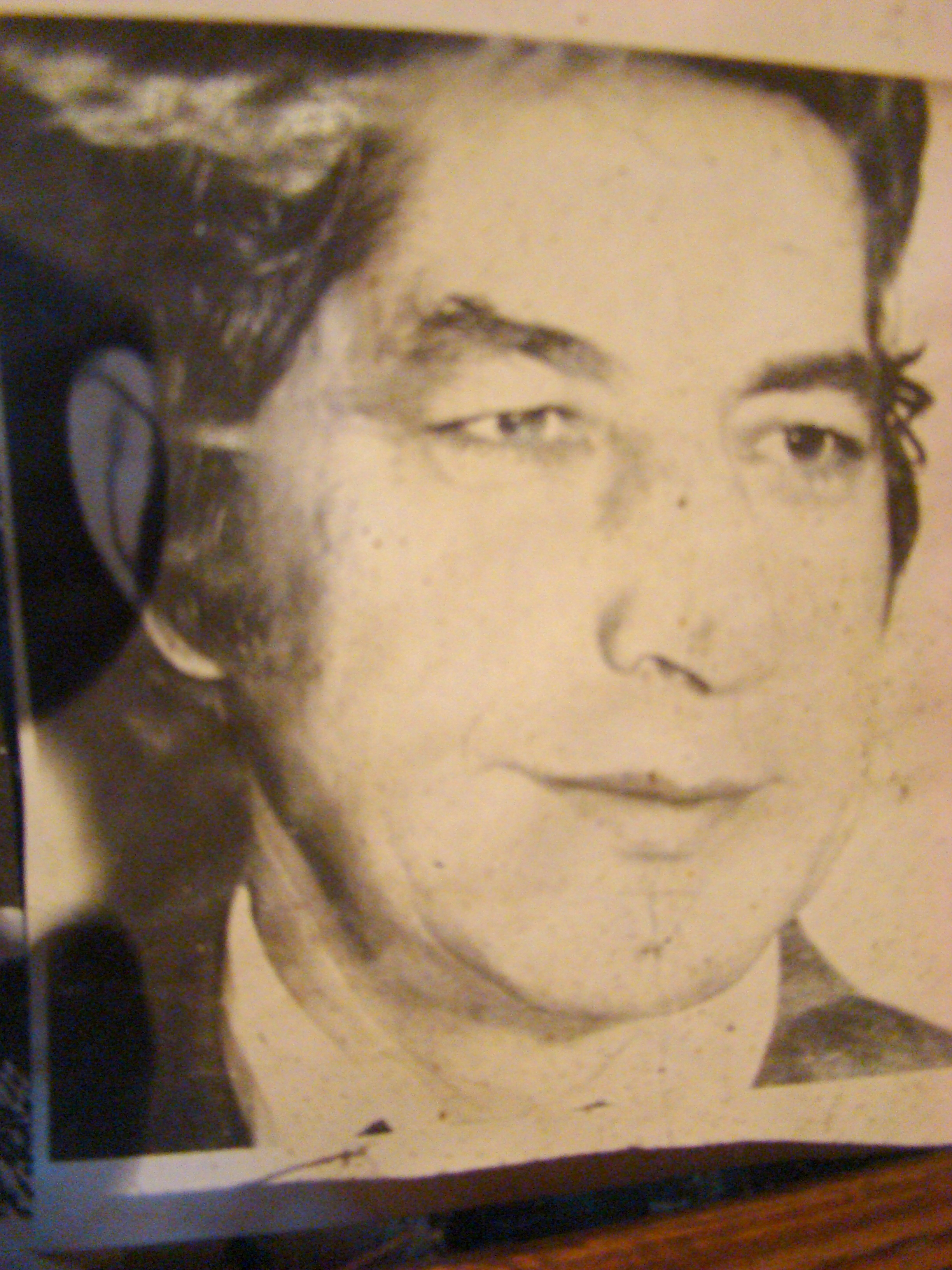
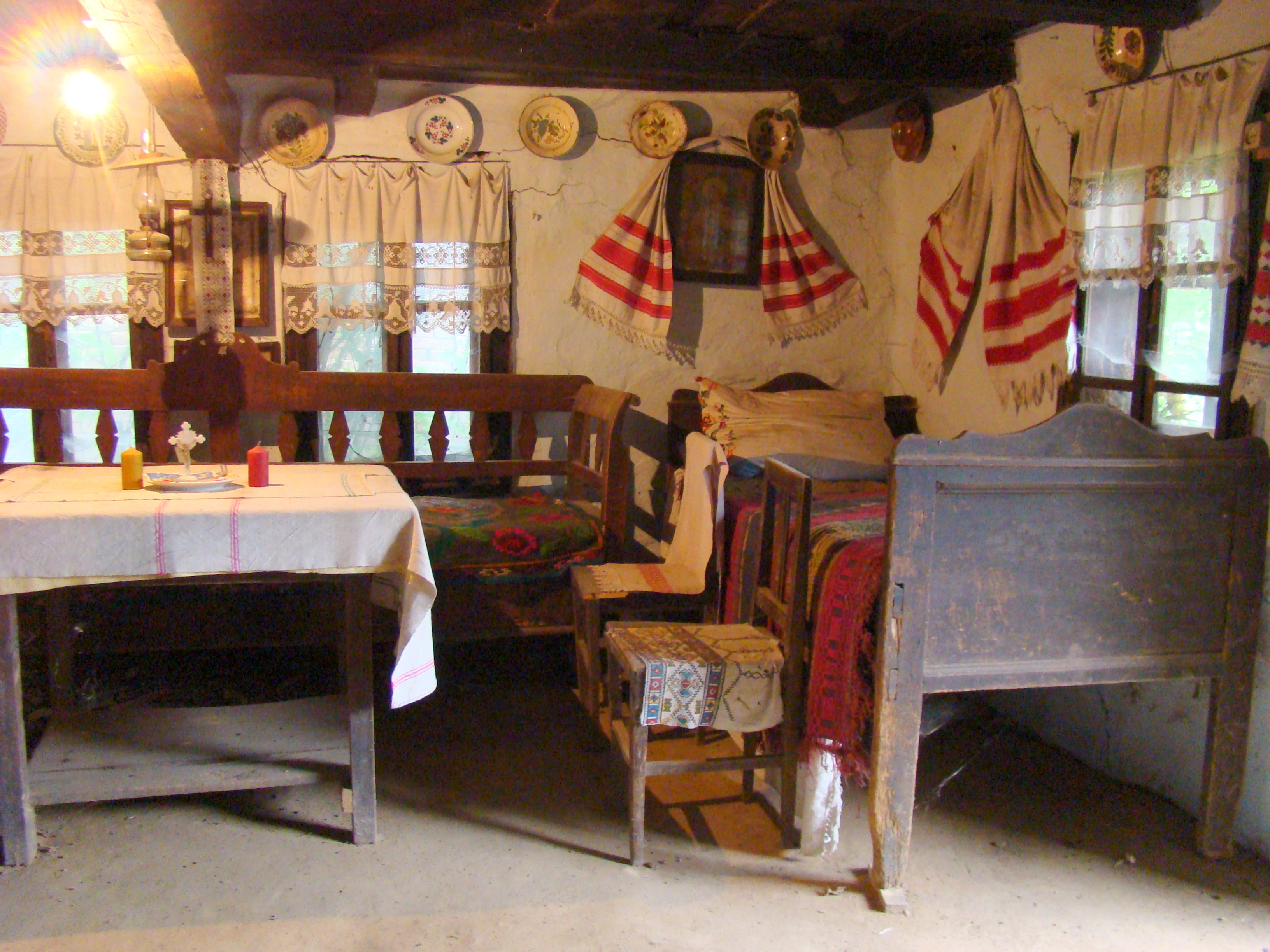
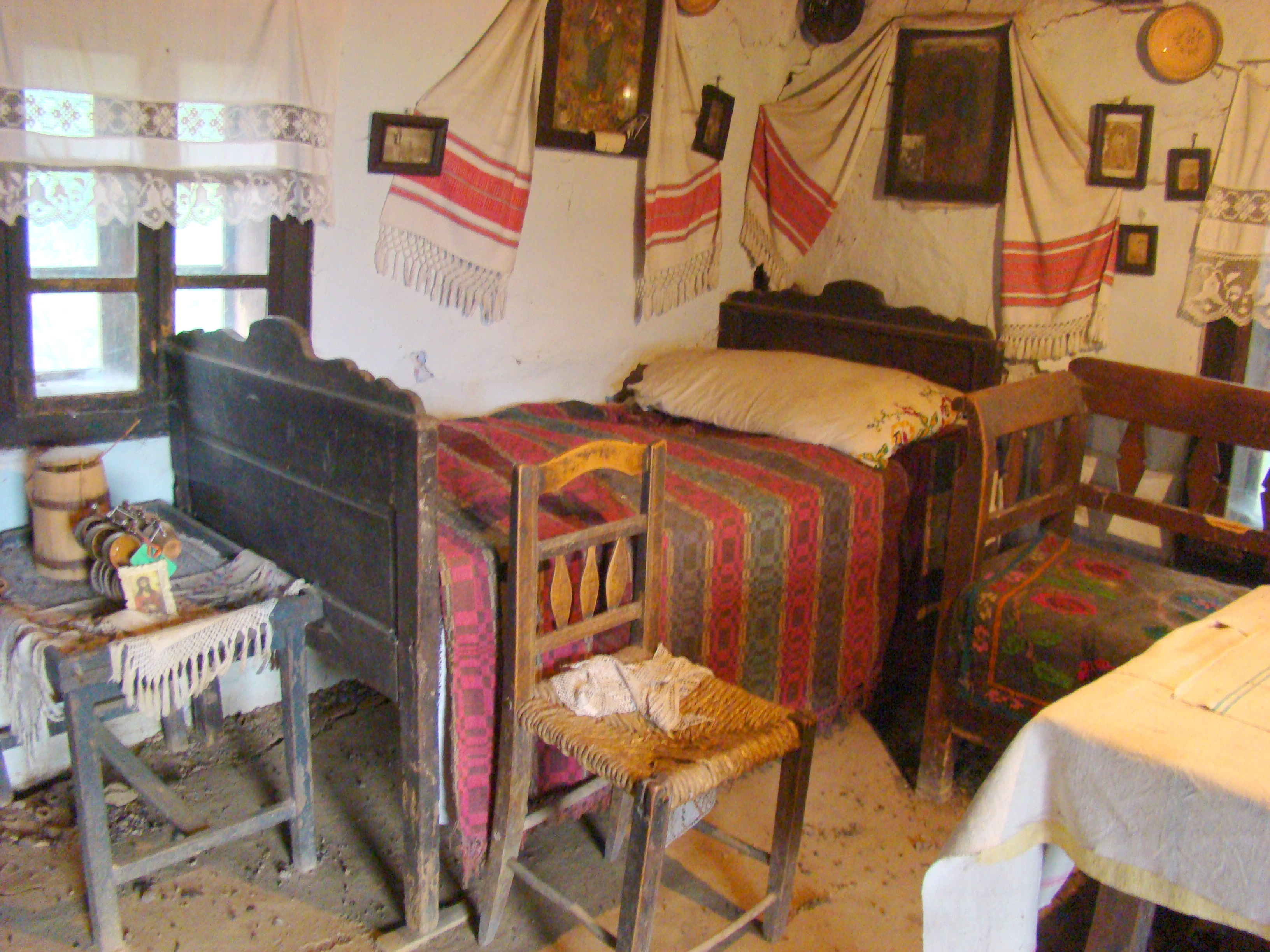
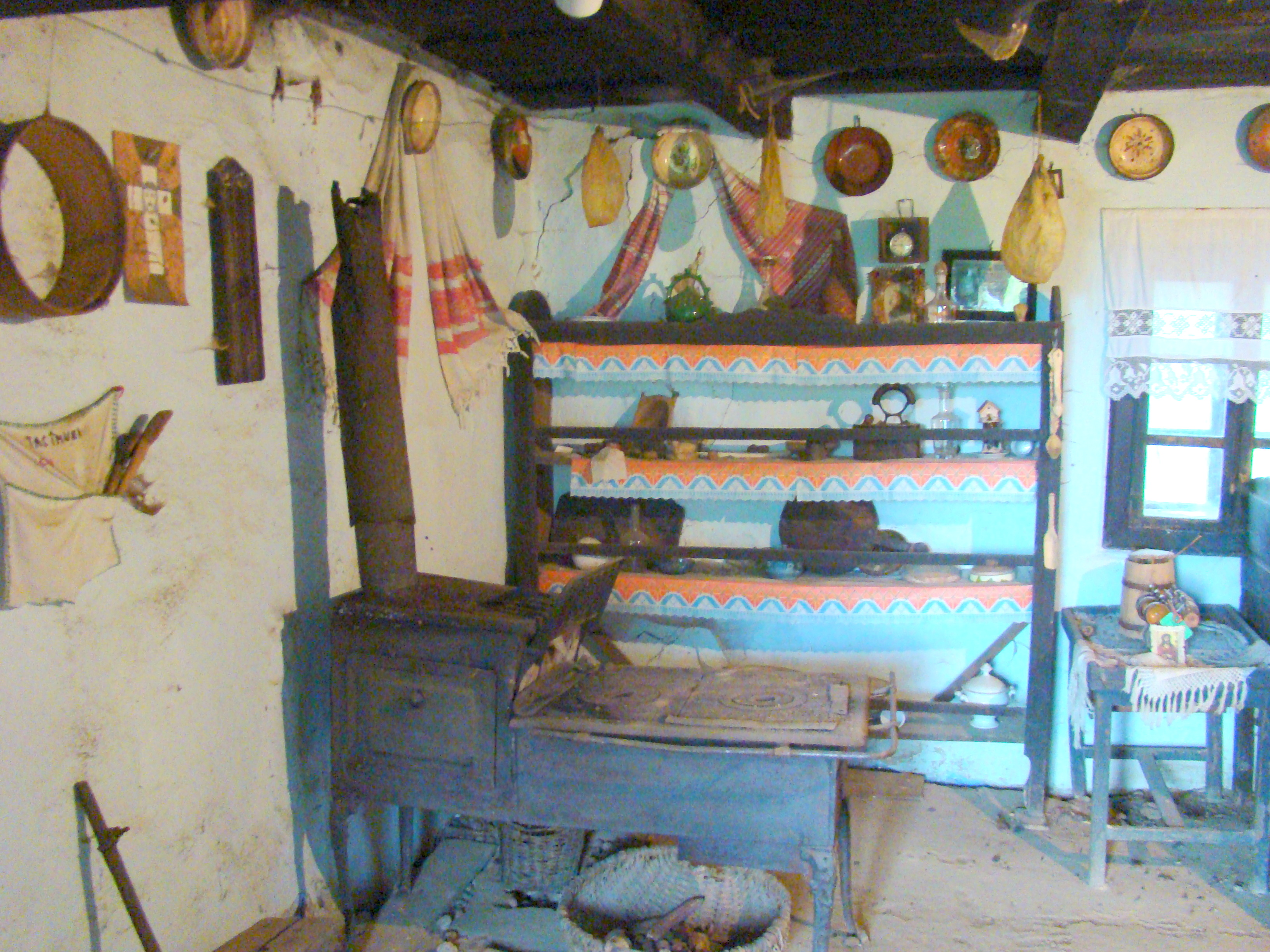
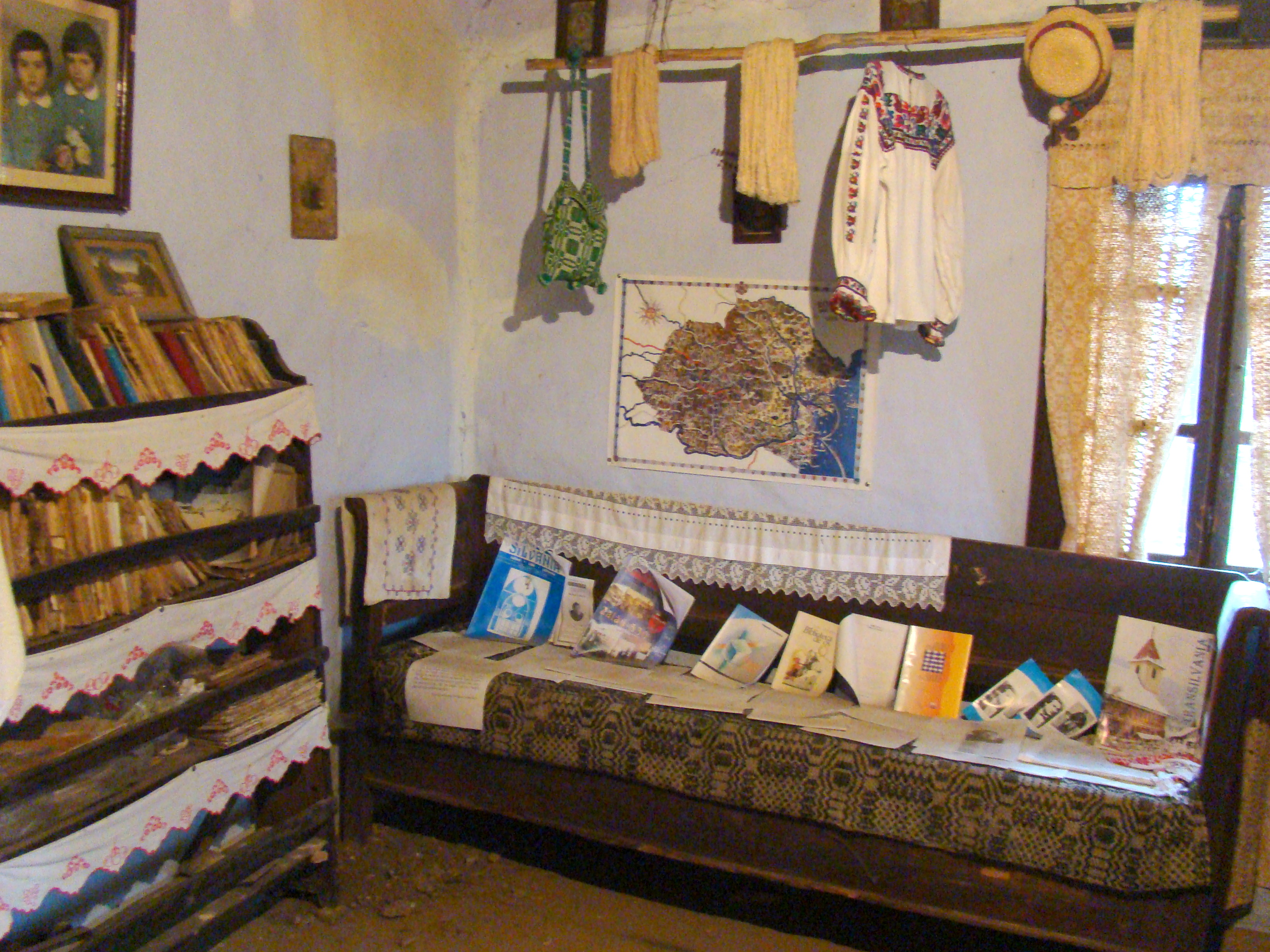
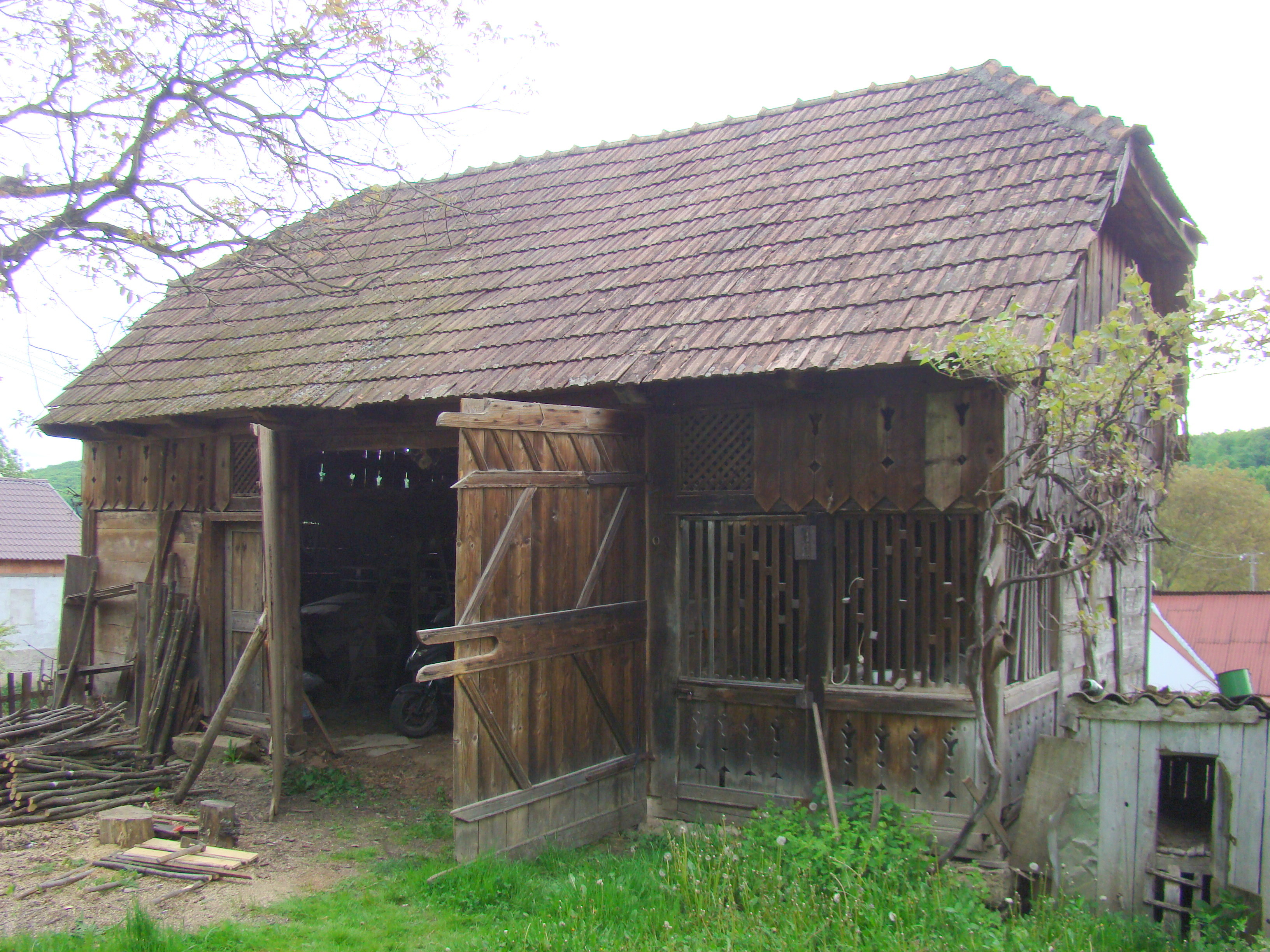
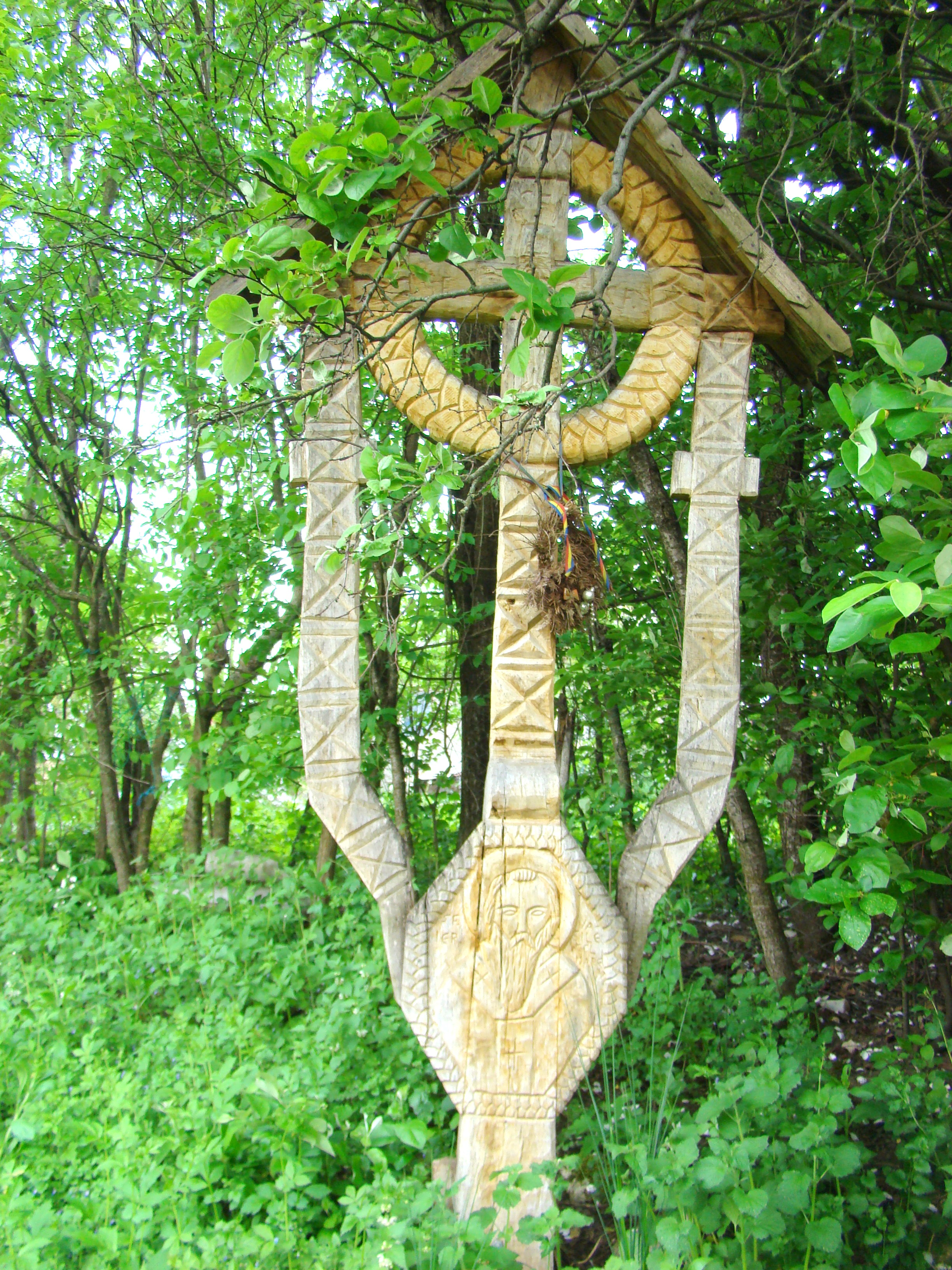